# Popivka, Dobrovelîcikivka
Popivka (în ucraineană Попівка) este un sat în comuna Fedorivka din raionul Dobrovelîcikivka, regiunea Kirovohrad, Ucraina.

## Demografie
Componența lingvistică a localității Popivka
     Ucraineană (98,46%)
     Rusă (1,54%)
Conform recensământului din 2001, majoritatea populației localității Popivka era vorbitoare de ucraineană (98,46%), existând în minoritate și vorbitori de rusă (1,54%).